# Øvre Sandsværs kommun
Øvre Sandsværs kommun (norska: Øvre Sandsvær kommune) var en kommun i Buskerud fylke i Norge. Kommunens centralort var Labro.

## Administrativ historik
Från 1838 var Øvre Sandsvær en del av Sandsvær formannskapsdistrikt (senare kallad Sandsvær herredskommune). 1 januari 1908 blev Sandsværs kommun delad i Øvre Sandsværs kommun med 2 464 invånare och Ytre Sandsværs kommun med 3 245 invånare.
1939 överfördes ett område med 33 invånare till Flesbergs kommun.
1 januari 1964 blev Kongsberg, Ytre Sandsvær och Øvre Sandsvær samt områdena Svene och Jondalen i Flesberg och Øvre Jondalen i Gransherad sammanslagna till den nya Kongsbergs kommun. Øvre Sandsvær hade vid sammanslagningen 2 854 invånare.